# Communauté de communes la Ruraloise
La communauté de communes la Ruraloise est une ancienne communauté de communes française, située dans le département de l'Oise.
Elle a fusionné avec une autre intercommunalité pour former, le 1er janvier 2017, la Communauté de communes du Pays de Thelle et Ruraloise.

## Historique
La communauté de communes, qui prenait la suite des deux SIVOM de Villers et d’Oise (Blaincourt-lès-Précy, Précy-sur-Oise et Villers-sous-Saint-Leu ) et Thelle (Boran sur Oise, Cires les Mello et Mello), a été créée par arrêté préfectoral du 17 octobre 2003 qui a pris effet le 1er janvier 2004,.
L'intercommunalité a refusé en 2011 de s'ouvrir aux communes de Maysel, Cramoisy et Saint-Leu-d'Esserent, qui auraient quitté la communauté de communes Pierre - Sud - Oise, arguant que cela  aurait induit une augmentation des impôts locaux.
Dans le cadre des dispositions de la loi portant nouvelle organisation territoriale de la République (Loi NOTRe) du 7 août 2015, qui prévoit que les établissements publics de coopération intercommunale (EPCI) à fiscalité propre doivent avoir un minimum de 15 000 habitants, le préfet de l'Oise a publié en octobre 2015 un projet de nouveau schéma départemental de coopération intercommunale, qui prévoit la fusion de plusieurs intercommunalités, et en particulier  de la communauté de communes du Pays de Thelle et de la communauté de communes la Ruraloise, formant ainsi une intercommunalité de 42 communes et de 59 626 habitants,.
La nouvelle intercommunalité, dénommée provisoirement Communauté de communes du Pays de Thelle et Ruraloise, est créée par un arrêté préfectoral du 30 novembre 2016 qui a pris effet le 1er janvier 2017

## Territoire communautaire

### Composition
En 2016, la communauté de communes était composées des communes suivantes :
| Nom                            | Code Insee | Gentilé       | Superficie (km2) | Population (dernière pop. légale) | Densité (hab./km2) |
| ------------------------------ | ---------- | ------------- | ---------------- | --------------------------------- | ------------------ |
| Villers-sous-Saint-Leu (siège) | 60686      | Villersois    | 4,37             | 2 339 (2014)                      | 535                |
| Blaincourt-lès-Précy           | 60074      | Blaincourtois | 8,13             | 1 198 (2014)                      | 147                |
| Boran-sur-Oise                 | 60086      | Boranais      | 11,25            | 2 139 (2014)                      | 190                |
| Cires-lès-Mello                | 60155      | Cirois        | 16,73            | 3 888 (2014)                      | 232                |
| Mello                          | 60393      | Merlouquins   | 3,35             | 646 (2014)                        | 193                |
| Précy-sur-Oise                 | 60513      | Précéens      | 9,65             | 3 217 (2014)                      | 333                |

### Démographie
| 1968  | 1975  | 1982   | 1990   | 1999   | 2008   | 2013   |
| ----- | ----- | ------ | ------ | ------ | ------ | ------ |
| 6 889 | 7 995 | 10 850 | 12 747 | 12 437 | 12 806 | 13 313 |

## Organisation

### Siège
Le siège de la communauté de communes était à Villers-sous-Saint-Leu, place Marcel Terrieux.

### Élus
La Communauté de communes était administrée par son conseil communautaire, composé de conseillers municipaux  représentant chaque commune membre sensiblement en fonction de leur population.
Pour le mandat 2014-2016, ils étaient répartis comme suit :

- 2 délégués pour Mello ;

- 3 délégués pour Blaincourt-lès-Précy ;

- 4 délégués pour Boran-sur-Oise ;

- 5 délégués pour Villesr-sous-Saint-Leu ;

- 7 délégués pour Cires-lès-Mello et Précy-sur-Oise.

### Liste des présidents
| Période                                  | Période       | Identité               | Étiquette | Qualité                                                  |
| ---------------------------------------- | ------------- | ---------------------- | --------- | -------------------------------------------------------- |
| Les données manquantes sont à compléter. |               |                        |           |                                                          |
| 2004                                     | 2014          | Jacques Pinsson        |           | Maire de Villers-sous-Saint-Leu (1986 → )                |
| 2014                                     | décembre 2016 | Jean-Jacques Dumortier |           | Directeur d'entreprise Maire de Boran-sur-Oise (2004 → ) |

### Compétences
L'intercommunalité exerce les compétences qui lui ont été transférées par les communes membres, dans les conditions fixées par le code général des collectivités territoriales.

### Régime fiscal et budget
La Communauté de communes était un établissement public de coopération intercommunale à fiscalité propre.
Afin de financer l'exercice de ses compétences, la communauté de communes percevait une fiscalité additionnelle aux impôts locaux des communes, sans fiscalité professionnelle de zone (FPZ ) et sans fiscalité professionnelle sur les éoliennes (FPE).
Elle collectait également la redevance d'enlèvement des ordures ménagères, qui finance ce service.